# Klášterní medicína
Klášterní medicína je pojem označující medicínu praktikovanou křesťanskými mnišskými kláštery, založenou především na důkladných znalostech léčivých bylin a jejich účinků. Vznikla a největšího rozkvětu dosáhla v prostředí basiliánských a benediktinských klášterů a na konci starověku a během většiny středověku představovala vrchol lékařské péče v křesťanském světě, takže se o této fázi historie lékařské vědy na Západě mluví jako o „věku klášterní medicíny“. 
Benediktini zřizovali při svých klášterech špitály, v klášterních zahradách byly ve středověku standardně cíleně pěstovány léčivky. Klášterní knihovny měly rozsáhlá oddělení věnovaná medicíně a bylinkářství, kde mniši přechovávali stará díla, která doplňovali vlastními. Později u klášterů vznikly místy i školy pro léčitele. V klášterech byla též vyvinuta řada stále užívaných bylinných likérů.
Zánik klášterní medicíny coby dominantního směru přineslo 12. století. Na jeho počátku stál koncil v Clermontu, který zpřísnil pravidla mnišského života natolik, že se s nimi provozování špitálů mnichy stalo v mnoha případech neslučitelným. V církevním prostředí tak postupně péči o nemocné převzala od mnišských řádů laická ošetřovatelská společenstva a specializované špitální a ošetřovatelské řády. V řadě mnišských klášterů však přetrvala rezidua klášterní medicíny alespoň ve farmaceutické oblasti, kdy byly při klášterech provozovány lékárny a obchody s bylinkami a bylinnými likéry, vypěstovanými a vyprodukovanými v klášterech.